# Island (film 1989)
Island  è un film australiano del 1989 diretto da Paul Cox.